# Renaud Lavillenie
Renaud Lavillenie ([ʁə.no la.vi.lə.ni] oder [ʁə.no la.vil.ni]; * 18. September 1986 in Barbezieux-Saint-Hilaire) ist ein französischer Stabhochspringer und war mit in der Halle übersprungenen 6,16 m zwischen 2014 und 2020 Weltrekordhalter. Er ist Olympiasieger 2012 und konnte als einziger Athlet sieben Jahre hintereinander die Gesamtwertung der IAAF Diamond League gewinnen (von 2010 bis 2016). Damit hat er auch, zusammen mit Christian Taylor, die meisten Diamond-League-Titel. Sein jüngerer Bruder Valentin (* 1991) ist ebenfalls Stabhochspringer.

## Biografie
Der Sohn eines früheren Stabhochspringers und Leiters eines Pferdesportzentrums begann seine sportliche Laufbahn im Alter von sieben Jahren beim Cognac Athlétique Club (Cognac AC). Parallel zur Leichtathletik ging Lavillenie wie sein Vater auch dem Voltigieren nach. Als 15-Jähriger begann er mit dem systematischen Leichtathletiktraining bei Georges Martin. Auf Juniorenebene konnte Lavillenie keine herausragenden Resultate oder Medaillen an internationalen Wettkämpfen erzielen.
Lavillenie startete auch bei der Elite weiterhin für den Cognac AC. 2006 übersprang er mit 5,25 m in der Halle und 5,22 m im Freien erstmals die 5-Meter-Marke. Im Jahr darauf konnte er sich zwar auf 5,58 m in der Halle und 5,45 m im Freien steigern, belegte aber bei den U23-Europameisterschaften nur den zehnten Platz. 2008 nahm er an den Hallenweltmeisterschaften in Valencia teil und schied dort als 13. in der Qualifikation aus.
Ein Jahr später siegte er mit 5,81 m bei den Halleneuropameisterschaften in Turin. Am 14. Juni 2009 sprang Lavillenie mit 5,96 m in Clermont-Ferrand an die Spitze der Freiluftweltjahresbestenliste. Eine Woche später, am 21. Juni 2009, überquerte er in Leiria, Portugal, 6,01 m und gewann damit den Wettbewerb beim Europapokal für Nationalmannschaften. Gleichzeitig verbesserte er den französischen Rekord von Jean Galfione um drei Zentimeter. Bei den Weltmeisterschaften 2009 in Berlin gewann Lavillenie mit 5,80 m die Bronzemedaille hinter dem Australier Steven Hooker und seinem Landsmann Romain Mesnil. 2010 reiste Lavillenie als europäischer Jahresbester zu den Europameisterschaften nach Barcelona, dort gewann er den Titel mit 5,85 m.
Auch bei den Halleneuropameisterschaften des folgenden Jahres war er mit 6,03 m nicht zu schlagen. Bei den Weltmeisterschaften 2011 in Daegu gewann Lavillenie die Bronzemedaille mit einer Höhe von 5,85 m. Seinen ersten Weltmeistertitel gewann Renaud Lavillenie bei den Hallenweltmeisterschaften 2012 in Istanbul. Er siegte mit übersprungenen 5,95 m vor dem Deutschen Björn Otto (5,80 m) und dem US-Amerikaner Brad Walker (5,80 m).
Bei den Europameisterschaften 2012 in Helsinki wurde Lavillenie Europameister mit einer übersprungenen Höhe von 5,97 m vor den beiden Deutschen Björn Otto (5,92 m) und Raphael Holzdeppe (5,77 m). Etwas mehr als einen Monat später gewann er bei den Olympischen Spielen 2012 in London mit 5,97 m die Goldmedaille, erneut vor Otto (5,91 m) und Holzdeppe (5,91 m).
Am 3. März 2013 wurde er bei den Halleneuropameisterschaften 2013 im schwedischen Göteborg mit einer übersprungenen Höhe von 6,01 m zum dritten Mal Halleneuropameister im Stabhochsprung. Auch im Freien überzeugte er mit konstant guten Höhen wie den 5,95 m bei den französischen Meisterschaften.
Nachdem er am 19. Juli in Monaco mit 5,96 m einen neuen Diamond-League-Rekord gesprungen war, verbesserte er diesen und auch seine persönliche Bestleistung am 27. Juli in London weiter auf 6,02 m. Damit kamen zwar die sechs besten Höhen des Jahres von Lavillenie, bei den Weltmeisterschaften in Moskau musste er sich aber mit 5,89 m überraschend Raphael Holzdeppe geschlagen geben, der bei derselben übersprungenen Höhe aufgrund der geringeren Anzahl an Fehlversuchen die Goldmedaille gewann.
Am 15. Februar 2014 überquerte Lavillenie im ukrainischen Donezk 6,16 m und überbot damit den 20 Jahre alten Hallenweltrekord von Serhij Bubka um einen Zentimeter.
Dieser hatte damals seinen Rekord ebenfalls bei einem Meeting in Donezk aufgestellt und war nun als Anwesender einer der ersten Gratulanten. In seinem darauffolgenden ersten Versuch über 6,21 m wurde Lavillenie von seinem Stab zurückgeschleudert und zog sich eine Risswunde am linken Knöchel zu, die mit zwölf Stichen genäht werden musste. Bei den Europameisterschaften 2014 in Zürich gewann er mit 5,90 m auch im Freien seinen dritten Europameisterschaftstitel in Folge.
Obwohl er wieder als klarer Favorit galt, konnte Lavillenie auch bei den Weltmeisterschaften 2015 in Peking den Weltmeistertitel nicht gewinnen. Er scheiterte an 5,90 m und musste sich mit der Bronzemedaille begnügen. Von 2010 bis 2016 gewann er siebenmal die Gesamtwertung der Diamond League und ist damit neben dem US-Amerikaner Christian Taylor der erfolgreichste Athlet.
Nach einem souveränen Sieg bei den Hallenweltmeisterschaften 2016 in Portland scheiterte er bei den Europameisterschaften 2016 in Amsterdam bei schwierigen Bedingungen dreimal an seiner Anfangshöhe von 5,75 m, die um 15 Zentimeter höher lag als die Siegeshöhe.
Als Zweitplatzierter wurde Lavillenie während der Medaillenübergabe an den Olympischen Spielen in Rio de Janeiro im 2016 ausgebuht.  Er hatte sich über das unfaire Publikum während des Wettkampfs beklagt, dessen Sympathie beim Lokalmatadoren und Olympiasieger Thiago Braz da Silva gelegen hatte.
Bei den Weltmeisterschaften 2017 in London gewann Lavillenie im Stabhochsprungfinale hinter Sam Kendricks und Piotr Lisek die Bronzemedaille.
Bei den Hallenweltmeisterschaften 2018 in Birmingham gelang Lavillenie die Titelverteidigung mit einer Höhe von 5,90 m.
2020 bestritt Lavillenie am 3. Mai während der Covid-19-Pandemie den von ihm mitinitiierten Fernwettkampf namens Ultimate Garden Clash und teilte sich den Sieg mit Armand Duplantis. Am 11. Juni unterlag er bei den pandemiebedingt als Impossible Games ausgetragenen Bislett Games im Programm der Diamond League auf seiner Heimanlage mit 5,81 m Duplantis, der in Oslo antrat.
Bei einer Körpergröße von 1,77 m beträgt sein Wettkampfgewicht 69 kg; Lavillenie ist der bislang kleinste Stabhochspringer, der die 6-Meter-Marke übersprang. (Stand 2009) Insgesamt war Lavillenie der siebzehnte Stabhochspringer, der die 6-Meter-Marke übersprang, wobei dies Jean Galfione und Danny Ecker nur in der Halle gelang.

## Auszeichnungen
- 2014: Frankreichs Sportler und Weltsportler des Jahres
- 2014: Europas Leichtathlet des Jahres
- 2014: Welt-Leichtathlet des Jahres